# Crocidura rapax
Crocidura rapax е вид бозайник от семейство Земеровкови (Soricidae).

## Разпространение
Видът е разпространен в Индия, Китай (Гуанси, Гуейджоу, Съчуан, Хайнан, Хунан и Юннан), Провинции в КНР и Тайван.